# 子宫附件
子宫附件（adnexa of uterus, uterine appendages）是指从结构上或功能上与子宫最接近的组织。

## 定义
子宫附件的定义有不同种类：
- 一些资料定义为输卵管和卵巢[1]。

- 而一些资料还包括“输卵管、卵巢及支持性组织”[2]。

- 还有资料定义为“阔韧带（英语：broad ligaments）后方的小盆腔（英语：true pelvis）区域”[3]。

- 也有资料包括输卵管、卵巢及特定韧带组织[4]。

## 临床意义
定义“子宫附件炎”（adnexitis）通常是指子宫附件发炎，以代替单纯定义的卵巢炎和输卵管炎。
定义附件肿块在以前一些地方医学中使用，但仍然没有进行精准定义。63%的宫外孕均伴有附件肿块。根据肿块的大小，疾病可能会成为一种医疗紧急情况。
在妇科医学中，子宫附件切除术主要用于输卵管切除术和卵巢切除术，即同时切除输卵管组织和卵巢组织。